# Eufrenchia leae
Eufrenchia leae är en insektsart som beskrevs av Goding. Eufrenchia leae ingår i släktet Eufrenchia och familjen hornstritar. Inga underarter finns listade i Catalogue of Life.